# 7월 4일
7월 4일은 그레고리력으로 185번째(윤년일 경우 186번째) 날에 해당한다. 지구의 원일점은 이 날 부근에 있다.

## 사건
- 1054년 - SN 1054가 발생.
- 1187년 - 아이유브 왕조의 살라딘이 이끄는 무슬림 군대가 서유럽 군대 격파(하틴 전투). 이후로 십자군 왕국의 붕괴가 가속화됨.
- 1762년 - 조선의 사도세자가 부왕 영조에 의해 뒤주에 갇히다.
- 1776년 - 미국 독립 선언이 채택되었다. 오늘날 미국에서는 이 날을 독립기념일로 삼는다.
- 1800년 - 미국 정부가 인디애나 준주를 설립하였다.
- 1802년 - 프랑스의 사관학교를 모델로 한 웨스트 포인트(미국 육군사관학교)가 창설되다.
- 1803년 - 미국 정부가 루이지애나 매입지를 설립하였다.
- 1810년 - 프랑스가 네덜란드 암스테르담을 점령하였다.
- 1805년 - 미국 정부가 루이지애나 준주를 설립하였다.
- 1818년 - 미국 정부가 최초로 국기를 변경한 독립기념일로, 이 때부터 미국은 새로운 주가 연방에 가입할 때마다 그 주의 가입 이후 첫 독립기념일에 국기를 변경한다. 이 때에는 테네시주, 오하이오주, 루이지애나주, 인디애나주, 미시시피주의 가입을 반영해 별의 개수는 15개에서 20개로 늘리고 줄의 개수는 13개로 줄였다.
- 1819년 - 미국 정부가 아칸소 준주를 설립하였다.
- 1827년 - 뉴욕주에서 노예 제도가 폐지되었다.
- 1836년 - 미국 정부가 위스콘신 준주를 설립하였다. 같은 날 미국 정부는 아칸소주의 연방 가입 (1836년 6월 15일 가입)을 반영하여 별이 25개 그려진 형태의 국기로 바꾸었다.
- 1838년 - 미국 정부가 아이오와 준주를 설립하였다.
- 1861년 - 남북전쟁 중에 최초로 국기를 바꾼 날로, 미국 정부는 캔자스주의 연방 가입 (1861년 1월 29일 가입)을 반영하여 34개의 별이 그려진 형태의 국기로 바꾸었다.
- 1863년 - 빅스버그 전투가 북군의 승리로 끝나다. 이 사건의 여파로 빅스버그에서는 1945년까지 독립기념일을 축하하지 않았다. 이 날 미국 정부는 웨스트버지니아주 (1863년 6월 20일 가입)의 연방 가입을 반영하여 별의 개수를 34개에서 35개로 늘리는 형태로 국기를 바꾸었다.
- 1912년 - 뉴멕시코주 (1912년 1월 6일)와 애리조나주 (1912년 2월 14일)의 가입 이후 첫 독립기념일로, 이 날 미국 정부는 국기의 별 개수를 46개에서 48개로 늘리는 형태로 바꾸었다.
- 1927년 - 록히드 베가 비행기가 처음으로 취항하였다. 같은 날 인도네시아 국민당이 수카르노에 의해 창당되었다.
- 1936년 - 대한민국에서 규모 5.1의 강진인 지리산 쌍계사 지진이 발생하다.
- 1943년 - 제 2차 세계대전 동부 전선에서 최대의 전차전인 쿠르스크 전투가 시작되다.
- 1946년 - 필리핀이 미국에서 독립하다. (필리핀의 휴일)
- 1949년 - 법률 제 32호 지방자치법이 제정되었다.
- 1950년
  - 한국 전쟁 : 국군 제 23연대가 울진군 평해에서 철수하였다.
  - 한국 전쟁 : 시흥-안양-수원 전투에서 국군이 인민군에 패배하였다. 이 사건으로 대한민국은 현재의 서울, 안양, 군포, 의왕은 물론 수원까지 조선민주주의인민공화국에 내어 주게 된다.
- 1960년 - 하와이주의 연방 가입으로 미국 정부가 국기를 지금의 형태로 바꾸었다.
- 1972년 - 남북한 7·4 남북 공동 성명 발표.
- 2005년 - 딥 임팩트 실험을 통해, 혜성 템펠 1호에 구조물을 충돌시키다.
- 2006년 - 조선민주주의인민공화국이 대포동 1호를 발사했으나 동해 상공에서 추락하였다.
- 2009년 - 자유의 여신상 머리 부분이 다시 일반인에게 공개되었다.
- 2011년 - 인천 강화도 해병대 초소에서 총기 난사 사건 발생. 4명 사망.
- 2014년 -
  - 유럽 중앙은행이 기준금리를 현행 0.15% 동결하였다.
  - 미국 캘리포니아주 나파 카운티에서 산불이 발생해 주민 수백명이 대피하였다.
  - 대구 아동 황산테러 사건의 피해자 어머니가 대구지방검찰청에 용의자를 상대로 고소장을 제출해서 공소시효가 정지되었다.

## 문화
- 1891년 - 일본 미야자키현의 기타키요타케 촌과 미나미키요타케 촌이 기요타케 촌 (현재는 미야자키시의 일부분)으로 합쳐졌다.
- 1892년 - 사모아가 날짜 변경선을 바꾸어 사모아의 1년이 367일로 연장되었다.
- 1939년 - 미국 프로 야구 (메이저 리그 베이스볼, 일명 MLB) 뉴욕 양키스 선수인 루 게릭이 양키 스타디움에서 은퇴 연설을 하다.
- 1954년 - 1954년 FIFA 월드컵 결승전에서 서독 (현재의 독일)이 헝가리를 3:2 (전반에는 2:2)로 꺾고 우승하였다.
- 1959년 - 알래스카주의 연방 가입 후 첫 독립기념일을 맞아 미국 정부가 국기의 별 개수를 48개에서 49개로 늘리는 형태로 바꾸었다.
- 1960년 - 온두라스의 축구 클럽 CD 플라텐세가 창단되었다.
- 1966년 - 나리타 국제공항의 부지가 현 위치 (일본 지바현 나리타시 산리즈카)로 확정되었다.
- 1974년 - 1974년 FIFA 월드컵 결승전이 치러지다.
- 1988년 - FIFA가 1994년 FIFA 월드컵을 미국에서 개최하기로 결정하였다.
- 1997년 - 패스파인더 화성 탐사선, 화성에 착륙.
- 1998년 - 일본이 화성 탐사선을 띄움으로써 미국과 러시아에 이어 세 번째로 우주 탐사를 하는 국가가 되다.
- 2006년 - 이탈리아의 AC 밀란, SS 라치오, ACF 피오렌티나, 유벤투스 FC를 세리에 A에서 세리에 B (유벤투스는 세리에 C1)로 강등시키고 챔피언스리그 및 UEFA컵에서 방출시키는 징계를 내렸으나 한 팀 (유벤투스 FC)을 제외한 나머지 세 팀은 모두 징계에서 풀려났고, 이 사건으로 유벤투스 FC는 결과에 따라 세리에 B로 강등되었다.
- 2007년 -
  - 강원도 평창군이 2014년 동계 올림픽 유치에 실패하였다.
  - 캐나다에서 개최된 2007년 FIFA U-20 월드컵에서 대한민국이 브라질에게 3:2로 패배하였다.
- 2011년 -
  - 충청남도 서산시 대산읍의 독곳리가 독곶리로 이름을 바꾸었다.
  - 0:0으로 끝난 파키스탄과 방글라데시 간의 경기로 월드컵 지역 예선 1회전의 모든 경기가 완료되었다.
- 2012년 - 레인저스 FC가 스코틀랜드 풋볼 리그 디비전 3로 강등되었고, 던디 FC가 스코틀랜드 프리미어리그로 승격되었다.
- 2013년 - 터키에서 개최된 2013년 FIFA U-20 월드컵에서 대한민국이 콜롬비아에 승부차기 끝에 8:7로 승리하였다.
- 2014년 - 대한민국 펜싱 대표팀이 수원에서 열린 아시아 펜싱 선수권 대회에서 세계 최초 개인전 전 종목 금메달을 차지하였다.
- 2015년 - 2015년 코파 아메리카가 칠레에서 폐막하였다.
- 2017년 - 대한민국 축구 국가대표팀 감독에 신태용이 선임되었다.

## 탄생
- 1546년 - 오스만 제국의 제12대 술탄 무라트 3세. (~1595년)
- 1574년 - 조선의 학자 김집. (~1656년)
- 1804년 - 미국의 소설가 너세니얼 호손. (~1864년)
- 1807년 - 이탈리아의 군인, 정치인, 혁명가 주세페 가리발디. (~1882년)
- 1826년 - 미국의 작곡가 스티븐 포스터. (~1864년)
- 1830년 - 영국의 장교 윌리엄 C. 아서. (~1886년)
- 1872년 - 미국의 제30대 대통령 캘빈 쿨리지. (~1933년)
- 1896년 - 중국의 소설가 마오둔. (~1981년)
- 1910년 - 미국의 배우 글로리아 스튜어트. (~2010년)
- 1918년 - 통가의 국왕 타우파하우 투포우 4세. (~2006년)
- 1923년 - 대한민국의 서양화가 권옥연. (~2011년)
- 1924년 - 미국의 배우 에바 마리 세인트.
- 1926년 - 아르헨티나의 축구 선수, 현 축구 감독 알프레도 디 스테파노. (~2014년)
- 1927년 - 이탈리아의 배우 지나 롤로브리지다. (~2023년)
- 1928년 - 이탈리아의 축구 선수 잠피에로 보니페르티. (~2021년)
- 1935년
  - 대한민국의 소설가 송기숙. (~2021년)
  - 러시아의 부랴트 공화국 대통령 레오니트 포타포프. (~2020년)
- 1937년 - 대한민국의 방송인, 스포츠 캐스터 서기원. (~2023년)
- 1938년
  - 대한민국의 법조 출신 정치인 홍성우. (~2022년)
  - 미국의 히피 운동가 제리 루빈. (~1994년)
  - 일본의 전 축구 선수 미야모토 마사카쓰. (~2002년)
- 1940년 - 대한민국의 법조인 정성진. (~2024년)
- 1941년 - 일본의 전 축구 선수 스기야마 류이치.
- 1943년 - 대한민국의 정치인 윤원호.
- 1944년 - 대한민국의 배우 윤소정. (~2017년)
- 1945년
  - 대한민국의 공무원 한준호.
  - 일본의 축구인 유구치 에이조. (~2003년)
  - 대한민국의 배우 문회원.
- 1947년
  - 대한민국의 기업인, 사회운동가 김종기.
  - 이탈리아의 배우 지나 롤로브리지다. (~2023년)
- 1949년
  - 미국의 배우 에드 오로스.
  - 대한민국의 정치인 조윤길.
- 1951년 - 대한민국의 세무사, 정치인 백재현.
- 1952년
  - 폴란드의 정치인 브로니스와프 코모로프스키.
  - 콜롬비아의 대통령 알바로 우리베.
- 1953년 - 대한민국의 공무원 신경섭. (~2006년)
- 1956년 - 대한민국의 성우 안경진.
- 1957년 - 에스토니아의 배우 안네 베사르.
- 1959년
  - 대한민국의 배우, 기업인 서미경.
  - 대한민국의 소프라노 가수 홍혜경.
  - 스페인의의 배우 빅토리아 아브릴.
- 1960년
  - 대한민국의 셰프 여경래.
  - 미국의 프로레슬링 선수 시드 유디. (~2024년)
- 1961년
  - 대한민국의 언론인 겸 정치인 이진숙.
  - 미국의 게임 디자이너, 프로게이머 리처드 개리엇.
  - 러시아의 축구 심판 발렌틴 이바노프.
  - 대한민국의 야구 선수 윤한길.
- 1964년 - 대한민국의 법조인, 정치인 김도읍.
- 1965년
  - 이란의 아시리아계 배우, 작가 로지 말레크요난.
  - 미국의 극작가, 각본가, 배우 트레이시 레츠.
- 1969년 - 일본의 프로 레슬링 선수 사쿠라바 가즈시.
- 1971년
  - 대한민국의 가수 윤익희.
  - 코코. (~2018년)
- 1972년
  - 대한민국의 의사 조수현.
  - 러시아의 유도 선수 타티야나 보고먁코바.
- 1973년
  - 대한민국의 음악인, 뮤지컬 배우 임태경.
  - 일본의 가수 각트.
- 1974년
  - 일본의 일러스트레이터, 원화가 니시다.
  - 대한민국의 의사 이재갑.
- 1976년 - 대한민국의 가수 김정은.
- 1977년
  - 대한민국의 래퍼 커빈 (CB 매스).
  - 대한민국의 범죄자 김도룡.
  - 일본의 가수, 작곡가 나카무라 유리.
- 1978년
  - 벨기에의 축구 선수 에밀 음펜자.
  - 일본의 만화가 무라타 유스케.
- 1979년 - 대한민국의 야구 선수 조지훈.
- 1980년
  - 일본의 성우 아라이 사토미.
  - 대한민국의 가수 진주.
  - 대한민국의 뮤지컬 배우 최현주.
- 1981년
  - 프랑스의 배우 타하르 라힘.
  - 대한민국의 전 야구 선수 강민영.
- 1982년 - 대한민국의 볼링 선수 안유리.
- 1983년
  - 대한민국의 아나운서 김용재.
  - 대한민국의 모델 이미진.
  - 대한민국의 야구 선수 황동채.
- 1984년
  - 대한민국의 배우 이제훈.
  - 일본의 가수 아카니시 진.
- 1985년 - 대한민국의 전직 스타크래프트 프로게이머 김성곤.
- 1986년
  - 대한민국의 전 야구 선수 박성호.
  - 일본의 가수, 배우 마스다 타카히사. (NEWS)
  - 캐나다 출신 대한민국의 아이스하키 선수 맷 돌턴.
- 1987년 - 대한민국의 조정 선수 신은철.
- 1988년 - 대한민국의 배우 장지건.
- 1989년
  - 대한민국의 가수 윤두준 (하이라이트).
  - 대한민국의 야구 선수 박민석.
- 1990년
  - 대한민국의 전직 스타크래프트 프로게이머 김윤중.
  - 대한민국의 가수 장한별.
  - 대한민국의 아나운서 김다은.
  - 브라질의 축구 선수 루카스 소자.
- 1991년
  - 대한민국의 래퍼 슬릭.
  - 프랑스의 권투 선수 술레만 시소코.
- 1992년
  - 대한민국의 배우 박종찬.
  - 대한민국의 뮤지컬 배우 강혜인.
- 1993년
  - 크로아티아의 테니스 선수 마테 파비치.
  - 슬로베니아의 양궁 선수 토야 엘리슨.
  - 대한민국의 모델 임지수.
- 1994년
  - 대한민국의 배우 김상흔.
  - 대한민국의 가수 문수진.
  - 대한민국의 가수 겸 배우 이해인.
  - 대한민국의 모델, 배우, 가수 최성용 (더 맨 블랙).
- 1995년
  - 미국의 래퍼, 가수 포스트 말론.
  - 대한민국의 래퍼 릴러말즈.
  - 대한민국의 전직 리그 오브 레전드 프로게이머 레인오버.
- 1996년 - 대한민국의 래퍼 주호 (SF9).
- 1997년
  - 독일의 스타크래프트 프로게이머 가브리엘 세가트.
  - 튀르키예의 권투 선수 에스라 이을드즈.
- 1998년 - 대한민국의 배우 이찬희.
- 2000년 - 대한민국의 가수 로렌.
- 2001년 - 일본의 가수 케이타.
- 2003년 - 대한민국의 야구 선수 윤석원.
- 2004년 - 대한민국의 가수 예원.
- 2009년 - 대한민국의 래퍼 율음.
- 2012년 - 대한민국의 아역 배우 신비.

## 사망
- 192년 - 중국 후한 말의 정치인 왕윤. (137년~)
- 943년 - 고려의 초대 임금 태조. (877년~)
- 966년 - 제131대의 교황 교황 베네딕토 5세. (?~)
- 1336년 - 일본의 쇼군 구스노키 마사시게. (?~)
- 1780년 - 오스트리아의 귀족, 군인 카를 알렉산더 폰 로트링겐 공자. (1712년~)
- 1787년 - 프랑스의 귀족, 군인 수비즈 공작 샤를 드 로앙. (1715년~)
- 1826년
  - 미국의 제2대 대통령 존 애덤스. (1735년~)
  - 미국의 제3대 대통령 토머스 제퍼슨. (1743년~)
- 1831년 - 미국의 제5대 대통령 제임스 먼로. (1758년~)
- 1848년 - 프랑스 소설가, 외교가 프랑수아르네 드 샤토브리앙. (1768년~)
- 1872년 - 조선의 철종 왕녀 영혜옹주. (1858년~)
- 1891년 - 미국의 정치인, 외교관, 부통령 해니벌 햄린. (1809년~)
- 1922년 - 대한민국의 독립운동가 김가진. (1846년~)
- 1934년 - 폴란드 태생의 프랑스 물리학자 마리 퀴리. (1867년~)
- 1943년 - 폴란드의 군인, 정치인 브와디스와프 시코르스키. (1881년~)
- 1962년
  - 일본 제국의 군인, 정치인 고바야시 세이조. (1877년~)
  - 미국의 정치인 렉스 벨. (1903년~)
- 1984년 - 미국의 정치인 조 보툼. (1903년~)
- 1992년 - 아르헨티나의 작곡가 아스토르 피아졸라. (1921년~)
- 1995년 - 미국의 화가 밥 로스. (1942년~)
- 2002년 - 프랑스 수학자, 필즈상 수상자 로랑 슈바르츠. (1915년~)
- 2008년 - 미국의 정치인 제시 헬름스. (1921년~)
- 2015년 - 대한민국의 배우 한경선. (1963년~)
- 2016년 - 이란의 영화감독 아바스 키아로스타미. (1940년~)
- 2020년 - 미국의 영화배우 브랜디스 켐프. (1944년~)
- 2021년 - 미국의 대학교수, 사회평론가 리처드 르원틴. (1929년~)
- 2024년 - 대한민국의 언론인 정광헌. (1930년~)
- 2025년 - 미국의 야구 선수 보비 젱크스. (1981년~)

## 기념일
- 르완다 - 독립기념일
- 미국 - 독립기념일
- 필리핀 - 공화국의 날

## 같이 보기
- 전날: 7월 3일 다음날: 7월 5일 - 전달: 6월 4일 다음달: 8월 4일
- 음력: 7월 4일
- 모두 보기